# Apalis alticola
Apalis alticola là một loài chim trong họ Cisticolidae.